# Liepāja
Liepāja là một thành phố cộng hòa ở miền Tây Latvia. Thành phố nằm trên biển Baltic trực tiếp tại 21 ° kinh đông. Nó là thành phố lớn nhất trong khu vực Kurzeme của Latvia, đây là thành phố lớn thứ ba ở Latvia sau thủ đô Riga và Daugavpils và một cảng quan trọng không đóng băng. Tính đến ngày 01 tháng 1 năm 2016, Liepaja có dân số khoảng 78.000 người.
Liepaja được biết đến trong suốt lịch sử Latvia là "thành phố nơi gió được sinh ra", có thể vì gió biển liên tục. Một bài hát cùng tên (Latvian: Pilsētā, Kura piedzimst Vejs) được sáng tác bởi Imants Kalniņš và đã trở thành ca của thành phố. Danh tiếng của Liepaja là thành phố nhiều gió nhất ở Latvia đã tiếp tục được xác nhận là nhà máy điện lớn nhất gió ở Latvia (33 tua bin gió Enercon) đã được xây dựng gần đó. Thành phố có Sân bay quốc tế Liepāja.